# Merida Cykler
 For alternative betydninger, se Merida.
Merida er en taiwanesisk cykelproducent, grundlagt i 1972 af ingeniør Ike Tseng. Selskabet har dets F&U-afdeling placeret i Tyskland. 
I 2001 overtog Merida 49 % af aktierne i den amerikanske cykelproducent Specialized. 
Merida sponserer også professionelle cykelhold, som blandt andet Bahrain-Merida.

## Galleri
- Merida Crossway, model 2019.
- En Merida til Time trial.